# زاوية سيدي عبد الله بن أحمد (اكادير تيسنت)
زاوية سيدي عبد الله بن أحمد هو دُوَّار يقع بجماعة تيسينت، إقليم طاطا، جهة سوس ماسة في المملكة المغربية. ينتمي الدوّار لمشيخة اكادير تيسنت التي تضم 4 دواوير. يقدر عدد سكانه بـ 1691 نسمة حسب الإحصاء الرسمي للسكان والسكنى لسنة 2004.

## روابط خارجية
- البوابة الوطنية للجماعات الترابية نسخة محفوظة 12 مارس 2018 على موقع واي باك مشين.
- المندوبية السامية للتخطيط